# Campionato austriaco di calcio a 5 2004-2005
Il Campionato austriaco di calcio a 5 2004-2005 è stato il terzo campionato di calcio a 5 dell'Austria, disputato nella stagione 2004/2005 si è composto di tre raggruppamenti inter-regionali che hanno determinato le tre finaliste AKA U19 St. Polten, ASK Hattrick Salzburg e DSV Leoben Amateure. La fase finale si è svolta a Kapfenberg nello Sporthalle BRG Frauenriegel il 5 febbraio 2005.

## Gironi di qualificazione

### Raggruppamento Est (Vienna, Niederösterreich, Burgenland)
Finale: AKA U19 St. Polten - Sportfreunde Wien 8-4

### Raggruppamento Centrale (Oberösterreich, Steiermark, Kärnten)
- 14.05 DSV Leoben Amateure - Union Wartberg 17-0 (3-0)
- 15.15 SC Ebental - Union Wartberg 11-2 (5-1)
- 16.20 DSV Leoben Amateure - SC Ebental 4-3 (0-2)

### Raggruppamento Ovest (Vorarlberg, Tirolo, Salisburgo)
Vincitore: ASK Hattrick Salzburg

### Fase finale
| Squadra               | Pti | G | V | N | P | GF | GS |
| --------------------- | --- | - | - | - | - | -- | -- |
| AKA U19 St. Polten    | 6   | 2 | 2 | 0 | 0 | 21 | 9  |
| DSV Leoben Amateure   | 3   | 2 | 1 | 0 | 1 | 10 | 15 |
| ASK Hattrick Salzburg | 0   | 2 | 0 | 0 | 2 | 6  | 13 |

| Leoben     | 3 - 9  | St. Polten |
| St. Polten | 12 - 6 | Hattrick   |
| Hattrick   | 4 - 3  | Leoben     |